# China na Universíada de Verão de 2021
A China participou, como anfitriã, da Universíada de Verão de 2021, que aconteceu em Chengdu, na China, entre 28 de julho e 8 de agosto de 2023.
Foram 400 atletas — 200 masculinos e 200 femininos — em todas as 17 modalidades olímpicas e uma não olímpica — o wushu. Foi a maior delegação entre todas as participantes desta edição e também a única a conquistar medalhas em todas as 18 modalidades desta edição.

## Competidores
Estas foram as modalidades e atletas que disputaram a edição:
| Esporte             | Masculino | Feminino | Total |
| ------------------- | --------- | -------- | ----- |
| Atletismo           | 46        | 40       | 86    |
| Badminton           | 6         | 6        | 12    |
| Basquetebol         | 12        | 12       | 24    |
| Esgrima             | 12        | 11       | 23    |
| Ginástica artística | 5         | 5        | 10    |
| Ginástica rítmica   | 0         | 8        | 8     |
| Judo                | 7         | 7        | 14    |
| Natação             | 19        | 16       | 35    |
| Polo aquático       | 13        | 13       | 26    |
| Remo                | 18        | 22       | 40    |
| Saltos ornamentais  | 8         | 10       | 18    |
| Taekwondo           | 11        | 11       | 22    |
| Tênis               | 4         | 4        | 8     |
| Tênis de mesa       | 5         | 5        | 10    |
| Tiro                | 11        | 9        | 20    |
| Tiro com arco       | 6         | 6        | 12    |
| Voleibol            | 12        | 12       | 24    |
| Wushu               | 5         | 3        | 8     |
| Total               | 200       | 200      | 400   |

## Medalhas

### Por modalidade
Estas foram as medalhas por modalidade nesta edição:
| Esporte             | Medalha de ouro | Medalha de prata | Medalha de bronze | Total de medalhas |
| ------------------- | --------------- | ---------------- | ----------------- | ----------------- |
| Natação             | 18              | 0                | 2                 | 20                |
| Saltos ornamentais  | 15              | 5                | 1                 | 21                |
| Wushu               | 11              | 0                | 1                 | 12                |
| Atletismo           | 10              | 8                | 7                 | 25                |
| Ginástica artística | 9               | 5                | 1                 | 15                |
| Taekwondo           | 7               | 5                | 7                 | 19                |
| Tênis de mesa       | 7               | 3                | 3                 | 13                |
| Tiro                | 6               | 4                | 5                 | 15                |
| Badminton           | 4               | 3                | 1                 | 8                 |
| Remo                | 4               | 2                | 4                 | 10                |
| Esgrima             | 3               | 1                | 2                 | 6                 |
| Ginástica rítmica   | 2               | 1                | 0                 | 3                 |
| Tiro com arco       | 2               | 0                | 0                 | 2                 |
| Tênis               | 1               | 3                | 0                 | 4                 |
| Voleibol            | 1               | 0                | 1                 | 2                 |
| Basquetebol         | 1               | 0                | 0                 | 1                 |
| Judô                | 1               | 0                | 0                 | 1                 |
| Polo aquático       | 1               | 0                | 0                 | 1                 |
| Total               | 103             | 40               | 35                | 178               |